# Esposizione universale di Vienna 1873
La Esposizione universale di Vienna del 1873 (in lingua tedesca: Weltausstellung 1873) fu una grande esposizione internazionale che si tenne dal 1º maggio al 31 ottobre 1873 a Vienna, allora capitale dell'Impero austro-ungarico.

## Sito e padiglioni
L'esposizione ebbe luogo all'interno del grande parco cittadino Prater. Il suo motto era Kultur und Erziehung (italiano: cultura e istruzione).
Il padiglione russo aveva una sezione navale progettata da Viktor Hartmann. Le mostre includevano modelli del porto di Fiume e il modello Illés Relief di Gerusalemme. Il pittore di genere Antonio Rotta ricevette il premio internazionale per la pittura.

## Pubblico
Vi parteciparono circa 26.000 espositori ospitati in diversi edifici che sono stati eretti per questa esposizione, tra cui la Rotunde, un grande edificio circolare progettato dall'ingegnere scozzese John Scott Russell. La Rotunde fu distrutto da un incendio il 17 settembre 1937.